# بانستس
بانستس (انگلیسی: Banestes) شرکت خدمات مالی و بانکداری برزیلی است، که در سال ۱۹۳۷ تأسیس شد.